# 堤隆
堤 隆（つつみ のぼる、1890年（明治23年）5月20日 - 1947年（昭和22年）2月22日）は、大正から昭和前期の教育者、政治家。衆議院議員。旧姓・黒川。

## 経歴
滋賀県神崎郡、のちの永源寺町甲津畑（現・東近江市甲津畑町）で、浄土真宗大谷派浄源寺住職・黒川霊瑞、マサノの三男（兄2人妹2人）として生まれた。甲津畑尋常高等小学校、滋賀師範学校を経て、1914年（大正3年）広島高等師範学校を卒業し、さらに1917年（大正6年）京都帝国大学文科大学哲学科を卒業した。京大入学の際に、滋賀県長浜の医師・堤泰造、コトの末娘（兄2人姉2人）千代と結婚し婿養子となる。養母コトは父方の伯母で、千代は従姉妹である。
小学校訓導を務めた後、1918年（大正7年）2月、新洋丸でハワイに渡航し在ヒロ市日本人ハイスクール校長に就任した。1919年（大正8年）布哇毎日新聞主筆となる。1920年（大正9年）第2次オアフ島大ストライキでハワイ日本人労働者団体連盟会書記長として加わり、スト終了後にその経緯をまとめた『布哇製糖耕地労働運動史 前編 (1920年度)』を刊行した。1921年（大正10年）坂巻銃三郎宅爆破事件に連座し共謀罪で有罪となり入獄した。1925年（大正14年）に出獄し帰国した。
帰国後、京都帝国大学事務嘱託、江東消費組合専務理事、社会民衆党江東支部長、財団法人田附興風会北野病院事務長、大阪府病院連合会副会長などを務めた。
1946年（昭和21年）4月の第22回衆議院議員総選挙に滋賀県全県区から日本社会党所属で出馬して当選し、衆議院議員に1期在任した。在任中の1947年2月に東京で死去した。

## 著作
- 編『布哇製糖耕地労働運動史 前編 (1920年度)』布哇労働聯盟本部、1921年。後編は未刊[1]。

## 親族
- 先妻 堤千代（従姉妹、1932年没）[7]
- 後妻 堤ツルヨ（1934年結婚[8]、衆議院議員。夫の死後に立候補し4期在任）[1]